# Jadwiga Nessler
Jadwiga Nessler – polska kardiolog, profesor nauk medycznych.

## Życiorys
W 1981 r. ukończyła studia medyczne w Akademii Medycznej im. Mikołaja Kopernika w Krakowie, w 1989 obroniła pracę doktorską pt. Koronarografia a niektóre aspekty kliniczne choroby z chorobą niedokrwienną serca, której promotorem był prof. Jacek Dubiel, w 2008 habilitowała się na podstawie pracy zatytułowanej Wpływ blokady beta-adrenergicznej na stężenie ET-1, BNP, wybrane markery zapalne i przebudowę lewej komory w niewydolności serca. W 2014 uzyskała tytuł profesora nauk medycznych.
Jest zatrudniona w Instytucie Kardiologii na Wydział Lekarski Collegium Medicum Uniwersytetu Jagiellońskiego.